# Garth Risk Hallberg
Garth Risk Hallberg (1978) is een Amerikaans schrijver.
Hallberg werd geboren nabij Baton Rouge, Louisiana, maar groeide op in Greenville in de staat North Carolina. Hij studeerde aan de New York-universiteit, waarna hij aan de slag ging als leerkracht. Daarnaast schreef hij gedichten, kortverhalen, boekrecensies en één novelle, A Field Guide to the North American Family, gepubliceerd in 2007. Beroemd werd hij echter toen hem een voorschot van twee miljoen dollar werd aangeboden voor zijn debuutroman, City on Fire, een mozaïekvertelling die zich afspeelt in het New York van 1977. Eveneens werden de filmrechten meteen verkocht. City on Fire (in het Nederlands vertaald als Stad in Brand) werd gepubliceerd in 2015. 
Momenteel woont Hallberg in New York met zijn vrouw en kinderen. 